# 苔间丝瓣芹
苔间丝瓣芹（学名：Acronema muscicolum）是伞形科丝瓣芹属的植物。分布于中国大陆的四川、西藏、云南等地，生长于海拔3,200米至4,100米的地区，一般生于山坡林下湿处以及与苔藓杂生，目前尚未由人工引种栽培。